# Шиели (Кызылординская область)
Шиели́ (старый вариант названия Чиили́, каз. Шиелі) — село (ранее посёлок городского типа) в Чиилийском районе Кызылординской области Казахстана. Административный центр и единственный населённый пункт Шиелийского сельского округа. Код КАТО: 435230100.

## География
Село расположено в 128 км к юго-востоку от от областного центра города Кызылорды, на правобережной равнине Сырдарьи, в 16 км от основного русла.

## Население
В 1999 году население села составляло 28621 человек (14046 мужчин и 14575 женщин). По данным переписи 2009 года в селе проживали 29632 человека (14602 мужчины и 15030 женщин).
На начало 2019 года население села составило 31691 человек (15805 мужчин и 15886 женщин).

## Экономика
Железнодорожная станция на Ташкентском ходу. Автодорога Самара — Ташкент. Предприятия, обслуживающие железнодорожный транспорт.
Недалеко от села в апреле 2009 года совместной казахстанско-китайской компанией начата разработка уранового месторождения «Ирколь». Добыча осуществляется методом подземного скважинного выщелачивания. Кроме того, на территории Шиелийского района имеются рудники подземного выщелачивания урана «Северный» и «Южный Карамурун», принадлежащие рудоуправлению № 6, входящему в состав «НАК „Казатомпром“».
В 2018 году к югу от Шиели был введён в строй казахстанско-китайский цементный завод. 

## Галерея

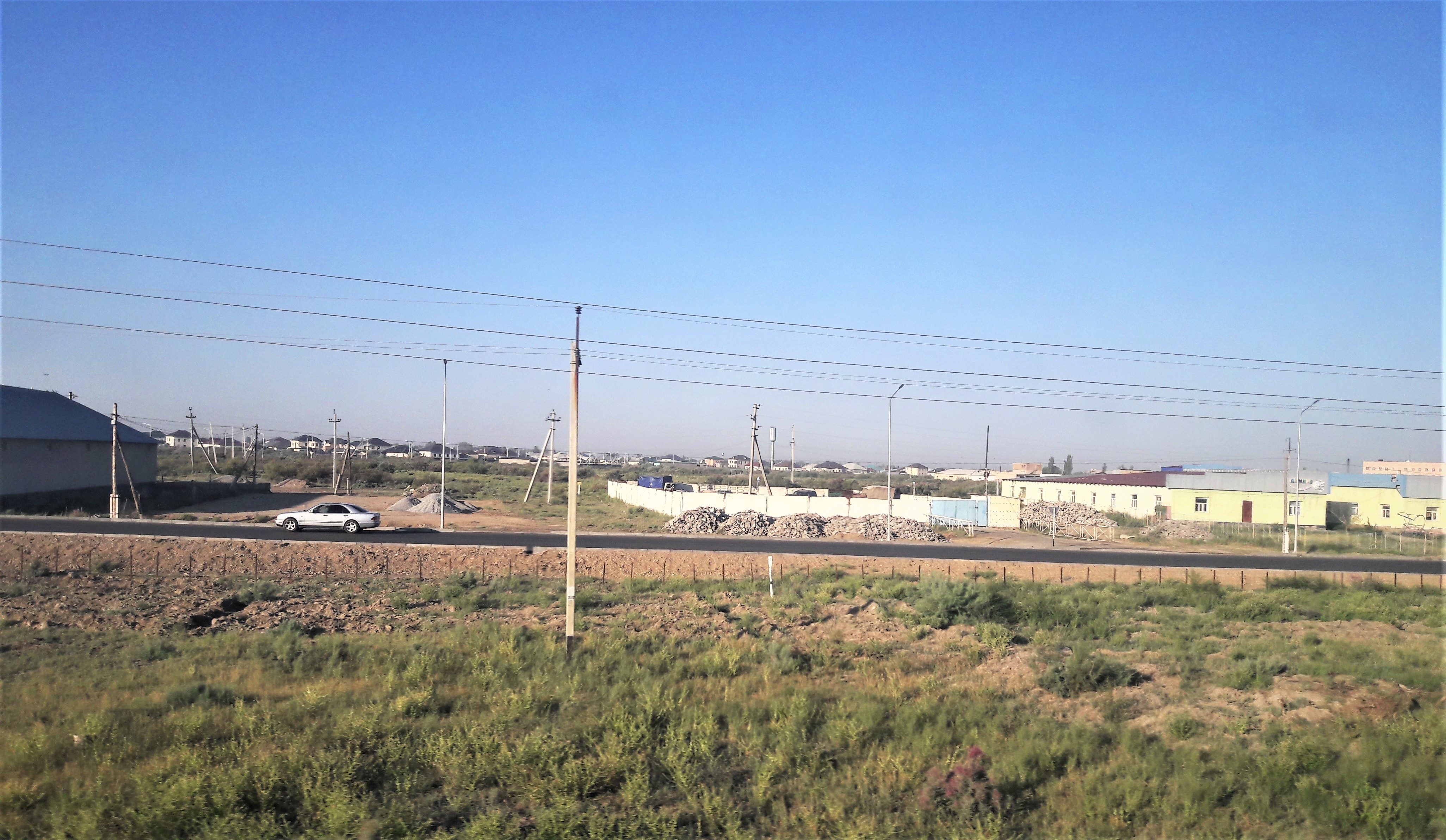
Шиели
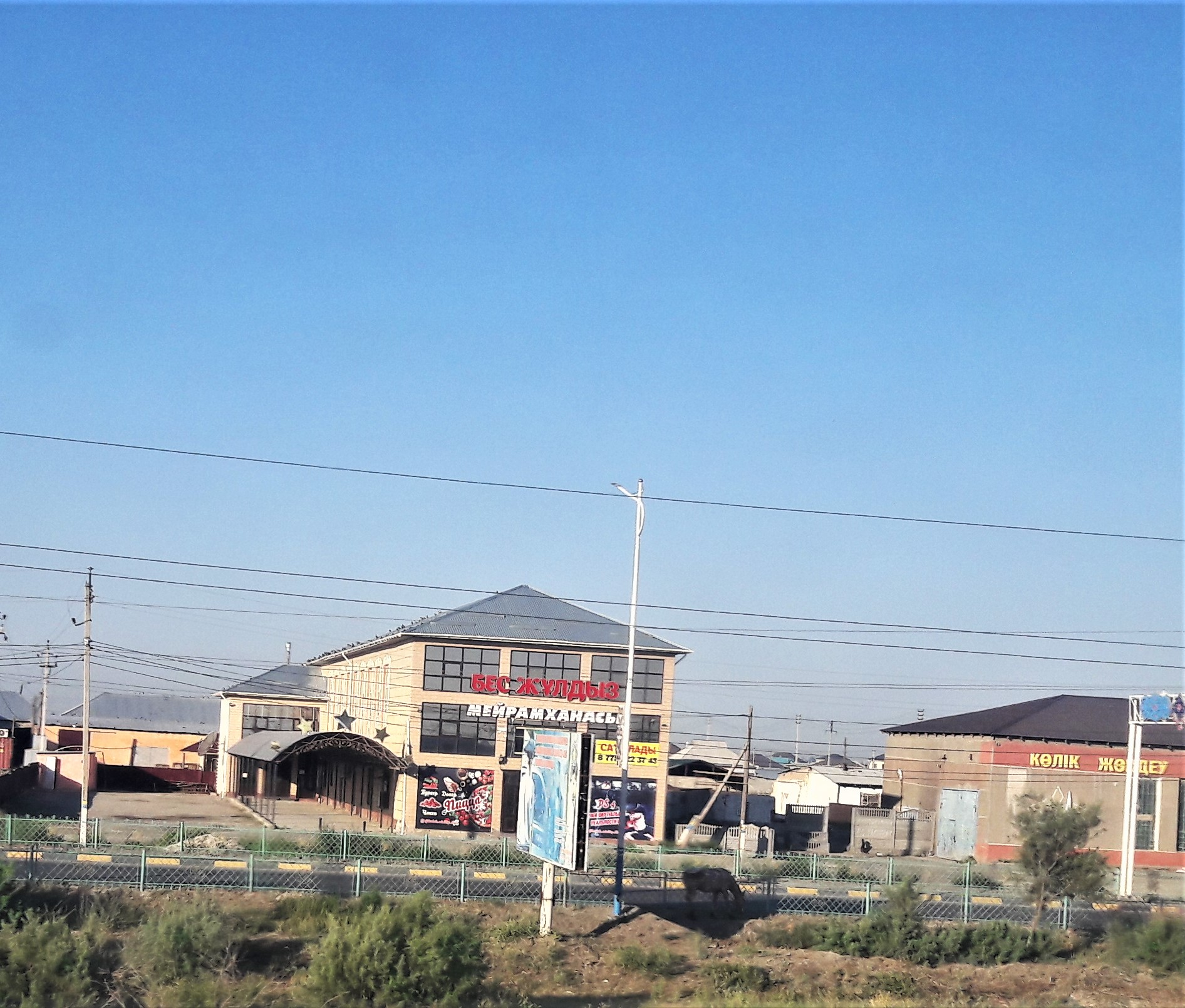
Ресторан Бес Жұлдыз
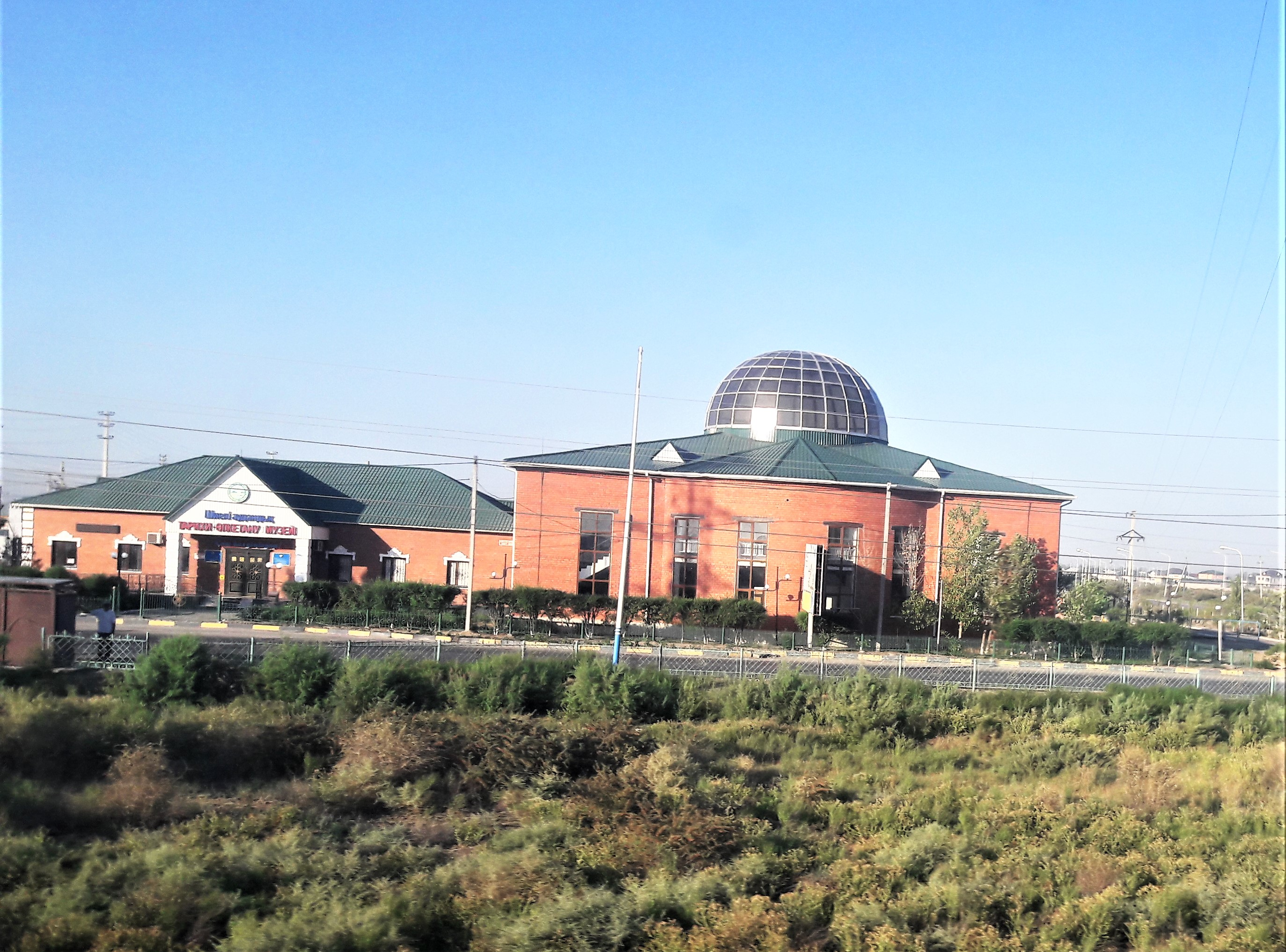
Музей
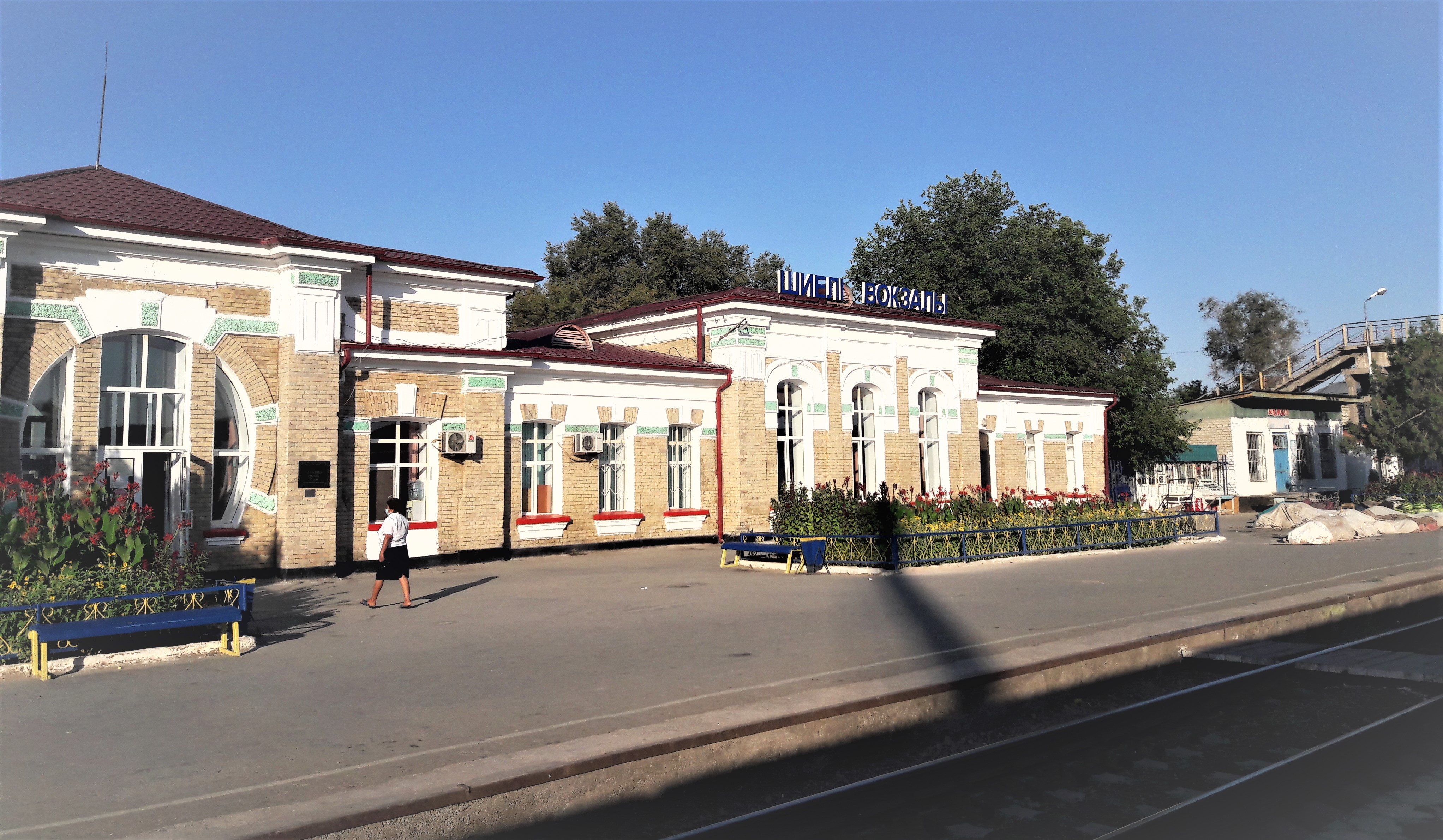
Железнодорожный.вокзал.
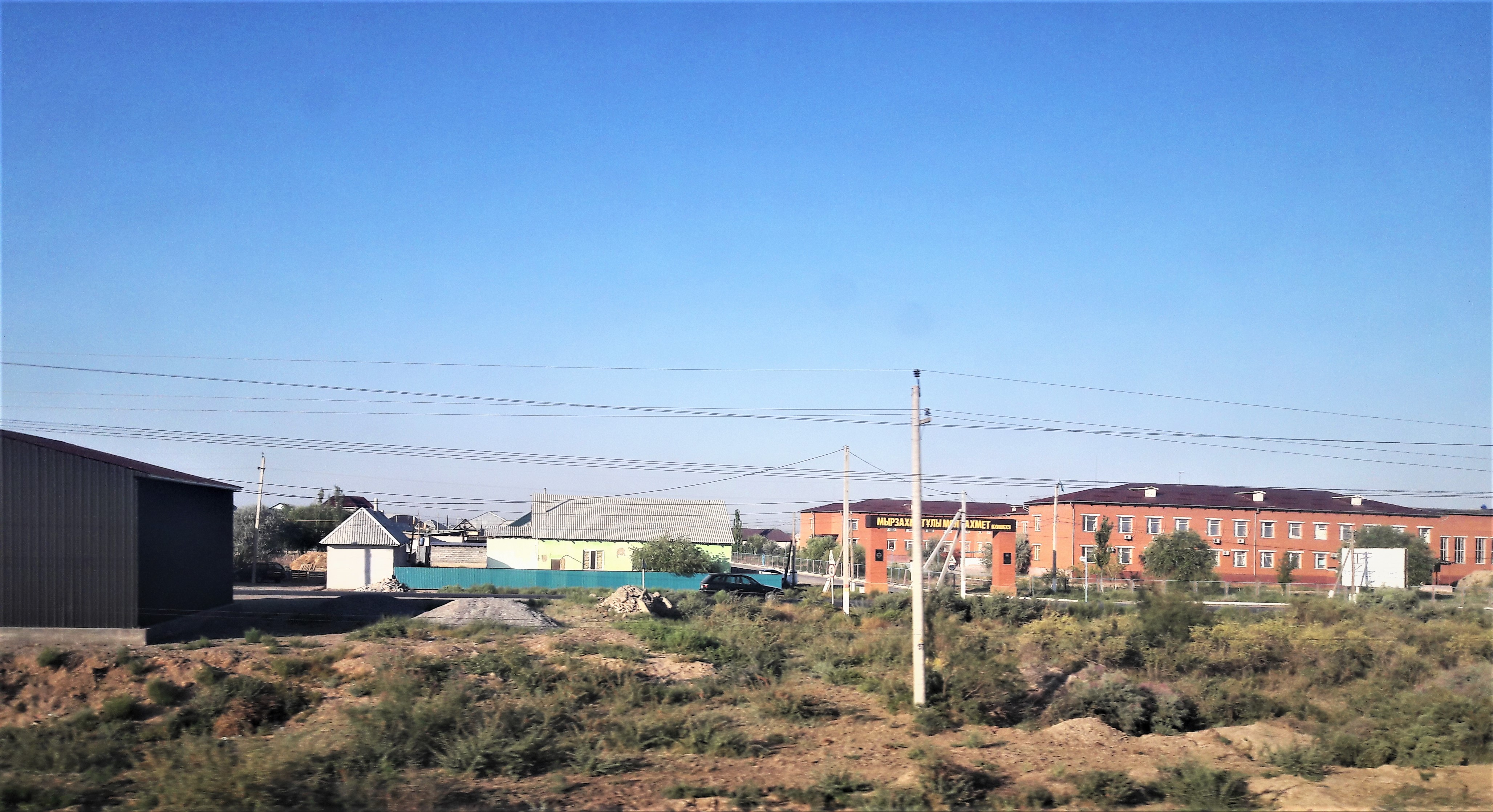
Шиели
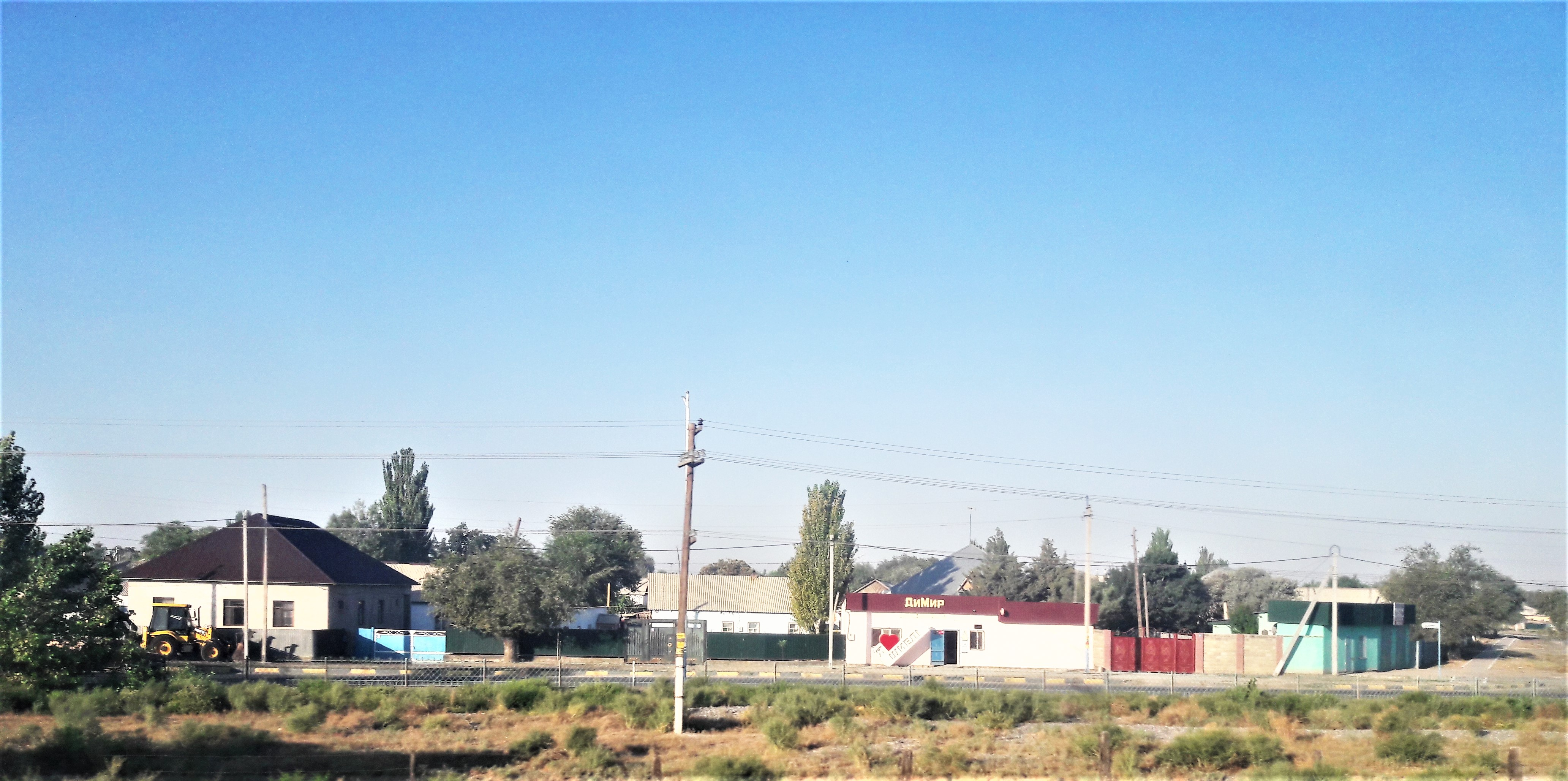
Шиели